# Axel Sparre (död 1717)
Axel Sparre, född omkring 1670, död 10 februari 1717, var en svensk friherre och militär.
Axel Sparre var son till hovstallmästaren och ryttmästaren friherre Carl Sparre och Barbro Cruus af Gudhem. Han var volontär vid Livgardet och blev 1688 fänrik vid Gustaf Mauritz Lewenhaupts regemente i Nederländerna, kapten där 1691 och major vid Västgöta tremänningskavalleriregemente 1701. Sparre blev överstelöjtnant vid Skånska tremänningskavalleriregementet 1709, överstelöjtnant vid Upplands femmänningskavalleriregemente 1711 och överstelöjtnant vid Smålands kavalleriregemente 1712. Han blev på senatens fullmakt utnämnd till chef för Upplands tremänningsinfanteriregemente 1712, men det godkändes inte av kungen. I stället var han 1712–1714 överste och chef för Västgöta ståndsdragonregemente samt chef för livdragonregementet 1714–1717. Han skrev sig till Säby och avled barnlös och slöt sin friherrliga gren.